# Heeresgruppe Südukraine
Il Gruppo d'armate Sud Ucraina (tedesco: Heeresgruppe Südukraine) si riferisce ad un gruppo di armate, nell'ambito della Wehrmacht, costituito durante la Seconda guerra mondiale.

## Ordine di Battaglia
L'ordine di battaglia al 1º aprile 1944 era:
- Armeegruppe Wöhler
- Armeegruppe Domitrescu
- 17. Armee

L'ordine di battaglia al 1º luglio 1944 era:
- Armeegruppe Wöhler
- Armeegruppe Domitrescu
- Panzergrenadier-Division Großdeutschland

L'ordine di battaglia nell'agosto 1944 era:
- 6. Armee
- 8. Armee

L'ordine di battaglia nel settembre 1944 era:
- 8. Armee
- Armeegruppe Fretter-Pico
- XXIX. Armeekorps

## Comandanti
- 31 marzo - 25 luglio 1944, Generalfeldmarschall Ferdinand Schörner
- 25 luglio - settembre 1944, Generaloberst Johannes Frießner